# Ерін Річардс
Ерін Річардс (англ. Erin Richards) — валлійська акторка. Відома ролями Моллі Г'юс у телесеріалі «Злом / Найкраща охорона» та лиходійки Барбари Кін у телесеріалі «Готем».

## Біографія
Народилася 17 травня 1986 року у містечку Пенарт, Уельс, Велика Британія. 
Навчалася у Королівському валійському коледжі музики та драми. Дебютувала у кіно 2005 року, з'явившись у фільмі під назвою «Термін придатності», де зіграла роль Люче. Перед тим як виконати важливі ролі на телебаченні ББС (як-от: «Зіткнення» (2010) та «Бути людиною» (2011), вела підліткове валлійськомовне шоу «Москіти» на телеканалі S4C та з'явилася у кількох короткометражках. 2012 року ввійшла до головного акторського складу телесеріалу «Злом / Найкраща охорона», де зіграла роль виконавчої асистентки Моллі Г'юс. 2013 року виконала роль Шерон у фільмі жахів «Відкрита могила». З 2014 року по сьогоднішній день грає роль лиходійки Барбари Кін у телесеріалі «Готем».

## Фільмографія

### Кіно
| Рік  | Назва               | Оригінальна назва | Роль                     | Примітки        |
| ---- | ------------------- | ----------------- | ------------------------ | --------------- |
| 2005 | Термін придатності  | Expiry Date       | Люче                     |                 |
| 2008 | Точка зору Абрагама | Abraham's Point   | Міллі                    |                 |
| 2009 | 17                  | 17                | Джемма                   | Короткометражка |
| 2010 | Баланс              | Balance           | Бекі                     | Короткометражка |
| 2012 | Вілл Семпсон        | Will Sampson      | Софія                    | Короткометражка |
| 2013 | Відкрита могила     | Open Grave        | Шерон                    |                 |
| 2014 | Експеримент: Зло    | The Quiet Ones    | Крістіна «Кріссі» Делтон |                 |
| 2017 | Ця гарна ніч        | That Good Night   | Кессі                    |                 |

### Телебачення
| Рік       | Назва                   | Оригінальна назва | Роль        | Примітки                                                           |
| --------- | ----------------------- | ----------------- | ----------- | ------------------------------------------------------------------ |
| 2010      | Зіткнення               | Crash             | Черіл       | «2.3»                                                              |
| 2011      | Бути людиною            | Being Human       | Ненсі Рейд  | «Daddy Ghoul», «Though the Heavens Fall», «The Wolf-Shaped Bullet» |
| 2012      | Злом / Найкраща охорона | Breaking In       | Моллі Г'юс  | 2 сезон (головний акторський склад)                                |
| 2012      | Мерлін                  | Merlin            | Ейра        | «The Diamond of the Day: Parts 1 & 2»                              |
| 2013      | Пересічні лінії         | Crossing Lines    | Ніколь      | «The Terminator»                                                   |
| 2013      | Покидьки                | Misfits           | Сара        | «5.7»                                                              |
| 2014 — 17 | Готем                   | Gotham            | Барбара Кін | Головний акторський склад (Сезони 1-3)                             |

### Відеоігри
| Рік  | Назва         | Роль        | Примітки                 |
| ---- | ------------- | ----------- | ------------------------ |
| 2016 | Quantum Break | Бет Вільдер | голос та захоплення руху |